# パク・シニャン
パク・シニャン（漢字: 朴 新陽、ハングル: 박신양、ラテン翻字: PARK Sin-yang、1968年11月1日 - ）は、大韓民国の俳優である。身長178cm、体重68kg。血液型はB型。東国大学校演劇学科卒、ロシアシェーフキン演劇大学卒。特技は、バレエ、アイスホッケー。

## 経歴
高校時代は建築家になるのが夢だったが、当時観覧した演劇がきっかけで東国大学校の演劇映画科に進学。以後、演技に没頭するようになる。大学卒業後、本格的な演技の勉強のためロシアのシェーフキン演劇大学に留学。その後、大学時代に短編映画作業を一緒にした友人ヤン・ユンホ監督の説得で帰国して、ユンホの長編映画デビュー作『ガラス』に出演。その後も数多くのドラマや映画に出演し、中でも2004年のドラマ『パリの恋人』は大ヒットとなった。
2008年、未払いのドラマ出演料を支払うよう制作会社を相手に裁判を起こし、ドラマ制作会社協会から無期限出演停止の措置を受ける。2009年、訴訟に勝訴。2011年、SBSで放送された連続ドラマ『サイン』に主演し、復帰した。
2009年、演技の修行時代から、パク・シニャン自身が切実に必要性を感じていた「師匠と友人」の存在を10年余り構想した末、パクシニャンFUN奨学会を発足。

## 出演作品

### 映画
- ユリ（1996年）※デビュー作[6]
- 手紙（1997年）
- モーテルカクタス（1997年）
- プアゾン（1997年）
- 約束（1998年）
- ホワイト・バレンタイン（1999年）
- キリマンジャロ（2000年）
- インディアン・サマー（2001年）
- 達磨よ、遊ぼう!（2001年）
- 4人の食卓（2003年）
- ビッグ・スウィンドル!（2004年）
- まぶしい日に（2007年）
- 結界の男（2012年）

### ドラマ
- りんごの花の香り（1996年、MBC）
- 愛しているなら（1996年-1997年、MBC） - ムン・ドンフィ役
- 私の心を奪って（1998年、SBS） - ユン・ソクチャン役
- パリの恋人（2004年、SBS） - ハン・ギジュ役
- 銭の戦争（2007年、SBS） - クム・ナラ役
- 風の絵師（2008年、SBS） - キム・ホンド役
- サイン（2011年、SBS） - ユン・ジフン役
- 町の弁護士チョ・ドゥルホ（2016年、KBS） - チョ・ドゥルホ役
- 町の弁護士チョ・ドゥルホ2:罪と罰（2019年、KBS） - チョ・ドゥルホ役

### CM
- マエストロ
- エクスキャンバス
- LGカード
- ウミ建設
- GM大宇 マグナス

## 著書
- 연人（『恋人』、韓国語、2005年）